# Wolferborn
Wolferborn ist ein Stadtteil von Büdingen im hessischen Wetteraukreis.

## Geographische Lage
Wolferborn liegt siebeneinhalb Kilometer nordöstlich von Büdingen am Seemenbach.

## Ortsgeschichte

### Mittelalter
Am 11. August 1276 verlieh König Rudolf I. von Habsburg in Worms dem Grafen Heinrich I. von Weilnau ein Burglehen zu Gelnhausen. In dieser Urkunde wird Wolferborn als „Wolfratzbrunnen“ erstmals erwähnt.
Am 11. Februar 1294 verkauften Ludwig v. Isenburg, seine Frau Heilwig und ihr gemeinsamer Sohn Heinrich Stadt und Burg Dieburg an den Mainzer Erzbischof Gerhard und die Mainzer Kirche. Die Kaufsumme bestritt der Erzbischof u. a. aus Einkünften aus Wolferborn, die zuvor der Mainzer Kirche zugestanden hatten.
Am 1. Oktober 1390 bekundeten Johann v. Isenburg-Büdingen und Friedrich v. Lißberg, dass ihre Streitigkeiten von Ritter Sibold Löw von Steinfurth, den Gebrüdern Henne und Werner v. Cleen und Gise v. Windhausen in einer „gutlich, gruntlich, fruntliche Rachtunge“ behoben worden seien. Der Zwist hatte sich wegen ihrer Rechte am Dorf Lichenroth, der Eisengruben zu Bracht, der Schmieden zu Wolferborn und Rinderbügen sowie der Wiesen zu Hellstein entzündet. Es war insbesondere um die Frage gegangen, wie den beiderseitigen Untertanen Rechtshilfe gewährt werden sollte.
Am 24. Juni 1398 verlieh König Wenzel dem Johann von Isenburg-Büdingen das Gericht Wolferborn, in dem er mit Friedrich v. Lißberg in Ganerbschaft gestanden hatte, zu einem Burglehen, mit allem Zubehör (nämlich mit Hitzkirchen, Kefenrod, Bindsachsen und Rinderbügen).
Nach 1400 wird Wolferborn in der heutigen Schreibweise erwähnt.
Wolferborn war im Mittelalter zeitweise Gerichtsort (Erwähnungen des Gerichts Wolferborn bereits 1353 und 1357), im Übrigen reine Landwirtschaftsgemeinde. Die Kirche ist ein romanischer Bau und wurde als Wehrkirche gebaut, die einschließlich der Orgel jüngst aufwändig renoviert wurde.

### Neuzeit
Ab 1787 besteht ein Birsteiner Anteil am Gericht Wolferborn. 1806 kamen alle isenburgische Lande zum Rheinbund-Fürstentum Isenburg; nach dem Beschluss des Wiener Kongresses kam das Fürstentum 1815 zu Österreich, wo es aber nur ein Jahr verblieb. Österreich trat das gesamte Gebiet Mitte 1816 an das Großherzogtum Hessen (Hessen-Darmstadt) ab. Großherzog und Kurfürst (Hessen-Kassel) einigten sich am 29. Juni 1816 auf eine Teilung der nordmainischen Gebiete, der ehemaligen Grafschaften im alten römisch-deutschen Reich (Ysenburg-Büdingen-Meerholz und Ysenburg-Büdingen-Wächtersbach), und schlossen einen Territorial-Ausgleichs-Vertrag. Wolferborn kam zu Kurhessen, und zwar zunächst zum Kreis Salmünster und nach dessen Auflösung 1830 zum Kreis Gelnhausen. Nachdem Kurhessen an der Seite Österreichs den preußisch-österreichischen Krieg 1866 verloren hatte, ging Wolferborn mit Kurhessen an Preußen (Provinz Hessen-Nassau) bis 1945.
Wolferborn bekam bereits 1926 Wasserleitung und 1934 Kanalisation. Von 1914 bis 1920 wurde eine Flurbereinigung durchgeführt. Heute ist Wolferborn Landwirtschafts- und Arbeiterwohngemeinde mit einigen kleinen Gewerbebetrieben.
Hessische Gebietsreform (1970–1977)
Obwohl die vormals selbständige Gemeinde Wolferborn nicht zum Landkreis Büdingen gehörte, sondern ab 1830 zum Kreis Gelnhausen  (bzw. nach 1938 zum Landkreis Gelnhausen), wird sie mit Wirkung vom 1. August 1972 kraft Landesgesetz im Rahmen der Gebietsreform in Hessen in die Stadt Büdingen als Stadtteil eingegliedert. und gehört seitdem zum Wetteraukreis. Durch Wolferborn fließt der Seemenbach. Für Wolferborn wurde ein Ortsbezirk errichtet.

### Verwaltungsgeschichte im Überblick
Die folgende Liste zeigt die Staaten und Verwaltungseinheiten, denen Vonhausen angehört(e):
- vor 1806: Heiliges Römisches Reich, Grafschaft/Fürstentum Isenburg-Birstein, birsteiner Anteil am Gericht Wolferborn
- ab 1806: Fürstentum Isenburg (Rheinbund),[Anm. 2] Amt Wächtersbach, Gericht Wolferborn
- ab 1813: Generalgouvernement Frankfurt,[Anm. 3] Amt Wächtersbach
- ab 1815: Kaisertum Österreich,[Anm. 4] Amt Wächtersbach
- ab 1816: Kurfürstentum Hessen,[Anm. 5] Amt Wächtersbach
- ab 1822: Kurfürstentum Hessen, Kreis Salmünster[Anm. 6]
- ab 1830: Kurfürstentum Hessen, Kreis Gelnhausen
- ab 1848: Kurfürstentum Hessen, Bezirk Hanau
- ab 1851: Kurfürstentum Hessen, Kreis Gelnhausen
- ab 1867: Königreich Preußen,[Anm. 7] Provinz Hessen-Nassau, Regierungsbezirk Kassel, Kreis Gelnhausen
- ab 1871: Deutsches Reich, Königreich Preußen, Provinz Hessen-Nassau, Regierungsbezirk Kassel, Kreis Gelnhausen
- ab 1918: Deutsches Reich,[Anm. 8] Freistaat Preußen, Provinz Hessen-Nassau, Regierungsbezirk Kassel, Kreis Gelnhausen
- ab 1944: Deutsches Reich, Freistaat Preußen, Provinz Kurhessen, Landkreis Gelnhausen
- ab 1945: Amerikanische Besatzungszone, Groß-Hessen, Regierungsbezirk Wiesbaden, Landkreis Gelnhausen
- ab 1946: Amerikanische Besatzungszone,[Anm. 9] Hessen, Regierungsbezirk Wiesbaden, Landkreis Gelnhausen
- ab 1949: Bundesrepublik Deutschland, Hessen, Regierungsbezirk Wiesbaden, Landkreis Gelnhausen
- ab 1968: Bundesrepublik Deutschland, Hessen, Regierungsbezirk Darmstadt, Landkreis Gelnhausen
- ab 1972: Bundesrepublik Deutschland, Hessen, Regierungsbezirk Darmstadt, Wetteraukreis, Stadt Büdingen

## Bevölkerung
Einwohnerstruktur 2011
Nach den Erhebungen des Zensus 2011 lebten am Stichtag dem 9. Mai 2011 in Wolferborn 939 Einwohner. Darunter waren 24 (2,6 %) Ausländer.
Nach dem Lebensalter waren 174 Einwohner unter 18 Jahren, 375 zwischen 18 und 49, 222 zwischen 50 und 64 und 171 Einwohner waren älter.
Die Einwohner lebten in 363 Haushalten. Davon waren 90 Singlehaushalte, 117 Paare ohne Kinder und 129 Paare mit Kindern, sowie 24 Alleinerziehende und 3 Wohngemeinschaften. In 63 Haushalten lebten ausschließlich Senioren und in 246 Haushaltungen lebten keine Senioren.
Einwohnerentwicklung
| Wolferborn: Einwohnerzahlen von 1834 bis 2022 | Wolferborn: Einwohnerzahlen von 1834 bis 2022 | Wolferborn: Einwohnerzahlen von 1834 bis 2022 | Wolferborn: Einwohnerzahlen von 1834 bis 2022 | Wolferborn: Einwohnerzahlen von 1834 bis 2022 |
| --- | --------------------------------------------- | --------------------------------------------- | --------------------------------------------- | --------------------------------------------- |
| Jahr |                                               |                                               |                                               | Einwohner                                     |
| 1834 | 1834                                          |                                               | 603                                           | 603                                           |
| 1840 | 1840                                          |                                               | 656                                           | 656                                           |
| 1846 | 1846                                          |                                               | 674                                           | 674                                           |
| 1852 | 1852                                          |                                               | 660                                           | 660                                           |
| 1858 | 1858                                          |                                               | 639                                           | 639                                           |
| 1864 | 1864                                          |                                               | 623                                           | 623                                           |
| 1871 | 1871                                          |                                               | 628                                           | 628                                           |
| 1875 | 1875                                          |                                               | 683                                           | 683                                           |
| 1885 | 1885                                          |                                               | 631                                           | 631                                           |
| 1895 | 1895                                          |                                               | 676                                           | 676                                           |
| 1905 | 1905                                          |                                               | 640                                           | 640                                           |
| 1910 | 1910                                          |                                               | 682                                           | 682                                           |
| 1925 | 1925                                          |                                               | 716                                           | 716                                           |
| 1939 | 1939                                          |                                               | 715                                           | 715                                           |
| 1946 | 1946                                          |                                               | 924                                           | 924                                           |
| 1950 | 1950                                          |                                               | 999                                           | 999                                           |
| 1956 | 1956                                          |                                               | 846                                           | 846                                           |
| 1961 | 1961                                          |                                               | 846                                           | 846                                           |
| 1967 | 1967                                          |                                               | 847                                           | 847                                           |
| 1970 | 1970                                          |                                               | 825                                           | 825                                           |
| 1980 | 1980                                          |                                               | ?                                             | ?                                             |
| 1990 | 1990                                          |                                               | ?                                             | ?                                             |
| 2000 | 2000                                          |                                               | ?                                             | ?                                             |
| 2011 | 2011                                          |                                               | 939                                           | 939                                           |
| 2014 | 2014                                          |                                               | 921                                           | 921                                           |
| 2022 | 2022                                          |                                               | 920                                           | 920                                           |
| Datenquelle: Historisches Gemeindeverzeichnis für Hessen: Die Bevölkerung der Gemeinden 1834 bis 1967. Wiesbaden: Hessisches Statistisches Landesamt, 1968. Weitere Quellen: LAGIS; Stadt Büdingen; Zensus 2011 |                                               |                                               |                                               |                                               |

Historische Religionszugehörigkeit
| • 1961: | 731 evangelische (= 86,41 %), 111 katholische (= 13,12 %) Einwohner |

## Politik
Für Wolferborn besteht ein Ortsbezirk (Gebiete der ehemaligen Gemeinde Wolferborn) mit Ortsbeirat und Ortsvorsteher nach der Hessischen Gemeindeordnung.
Der Ortsbeirat besteht aus fünf Mitgliedern. Bei den Kommunalwahlen in Hessen 2021 betrug die Wahlbeteiligung zum Ortsbeirat 52,83 %. Alle Kandidaten gehörten der „Bürgerliste Wolferborn“ an. Der Ortsbeirat wählte Patrick Appel zum Ortsvorsteher.

## Kultur und Sehenswürdigkeiten

### Bauwerke
Kulturdenkmäler im Stadtteil Wolferborn:
- Gesamtanlage Wolferborn Ost
- Gesamtanlage Wolferborn West
- Am Kaspersberg 7
- Brunnen an der Wehrtbornstraße
- Herzbergstraße 10 – Evangelische Pfarrkirche[22]
- Wehrtbornstraße 23 – Backhaus
- Wehrtbornstraße 31 – Schule
- Wehrtbornstraße 34 – Hof Rapp
- Wehrtbornstraße 41 und 41a
- Wehrtbornstraße 46
- Wehrtbornstraße 57

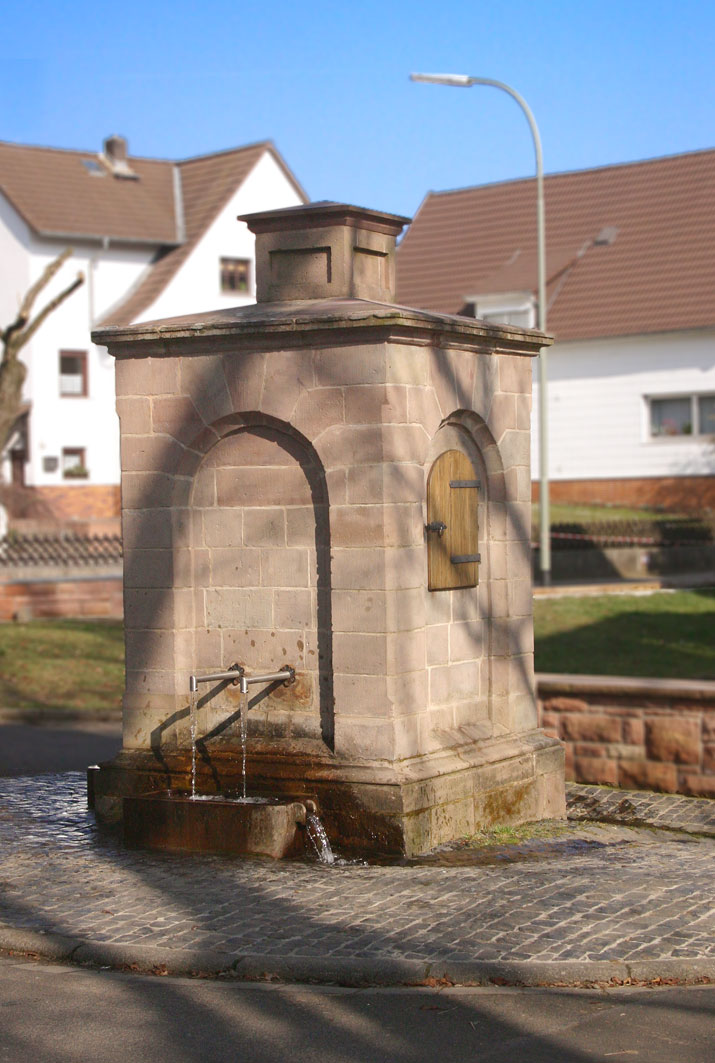
Der Wehrtborn
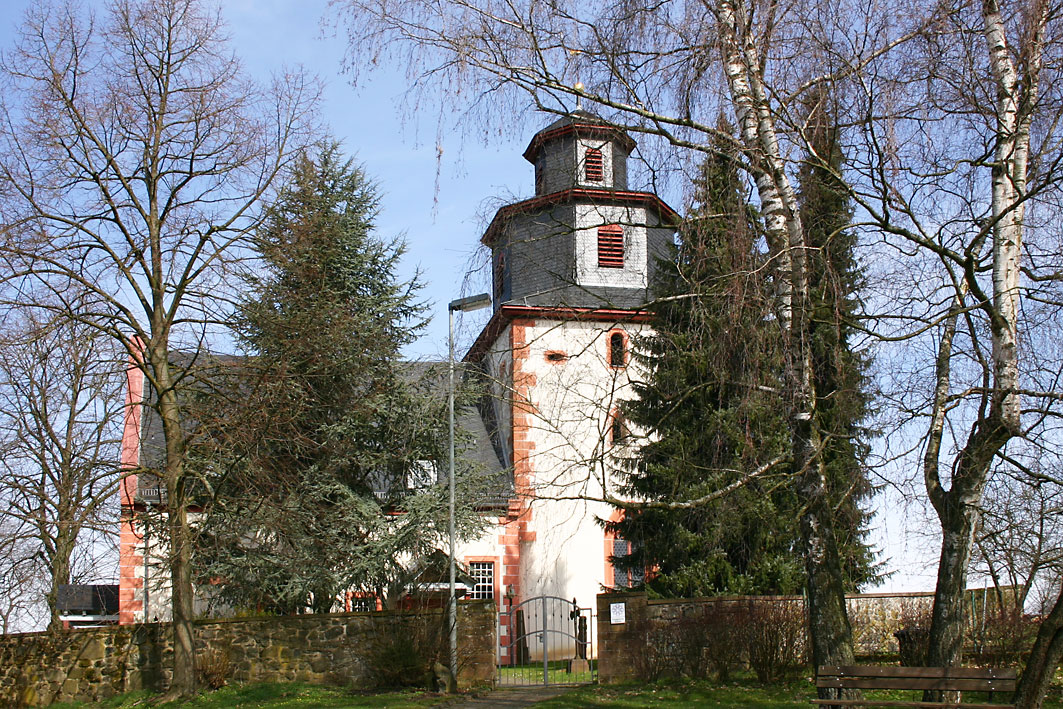
Evang. Pfarrkirche
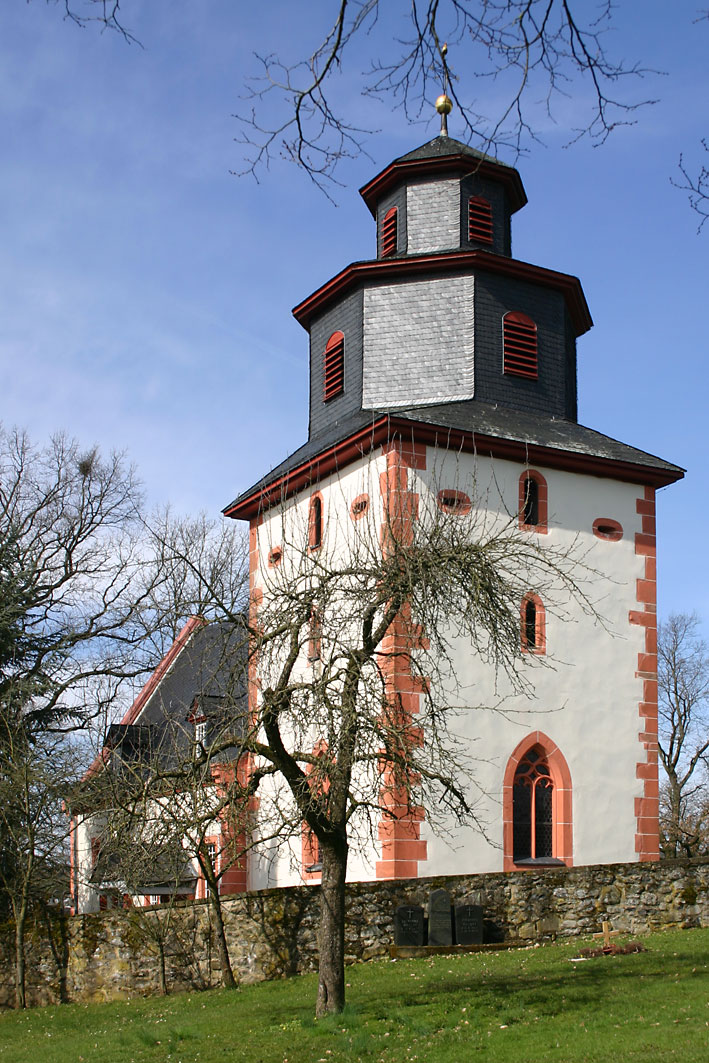
Evang. Pfarrkirche

### Vereine
- Männergesangverein 1884
- Freiwillige Feuerwehr (seit 1894)
- Sportgemeinschaft (gegründet 1914)
- Landfrauenverein
- Tennisclub (gegründet 1950)
- Natur- und Vogelschutzgruppe
- zwei Reit- und Fahrvereine
- Dorfverein Wolferborn (gegründet 2024)

## Wirtschaft und Infrastruktur

### Öffentliche Einrichtungen
- Evangelische Kindertagesstätte, seit 1995. (Seit 1885 gibt es bereits einen Kindergarten in Wolferborn, damals Kleinkinderschule genannt.)
- Evangelische Kirchengemeinde Wolferborn

### Unternehmen
- Die Röder Zeltsysteme und Service AG. Die börsennotierte Firma produziert, vertreibt und vermietet Zeltsysteme.